# رالف میشل
رالف میشل (آلمانی: Rolf Michel؛ زاده ۲۱ ژانویه ۱۹۴۵ در تامباخ-دیت‌هارتس) یک فیزیک‌دان اهل آلمان است. وی در دانشگاه کلن تحصیل کرده است. وی در سال ۱۹۸۴ میلادی استاد رشته حفاظت در برابر تشعشع در دانشگاه لایبنیتس هانوفر شد.
بین سال‌های ۱۹۹۹ تا ۲۰۰۶ وی عضو کمیسیون حفاظت رادیولوژی آلمان بود.
میشل از سال ۲۰۰۸ تا ۲۰۰۹ رئیس انجمن حفاظت در برابر تشعشع آلمان-سوئیس بود.